# La Scala
Teatro alla Scala – ili samo La Scala – svjetski je poznata operna kuća u Milanu u Italiji. La Scala je sagrađena kao zamjena za Teatro Regio Ducale koji je izgorio 25. veljače 1776. Nova zgrada opere, koja je prvo nazvana Nuovo Regio Ducal Teatro alla Scala, inaugurirana je 3. kolovoza 1778. s operom Antonia Salierija L’Europa riconosciuta. La Scala je godinama bila glavna pozornica slavnih opernih umjetnika poput Marie Callas, Maria del Monaca, Renate Tebaldi, Franca Corellija, Mirelle Freni, Luciana Pavarottija i mnogih drugih.
Sezona počinje tradicionalno svake godine 7. prosinca, na sv. Ambrozija koji je zaštitnik Milana. Sve predstave se moraju okončati prije ponoći i zato operne predstave ponekad započinju u ranu večer kada je to potrebno.
U La Scali nalazi se također i muzej sa zbirkama slika, skica, kipova, kostima i drugih stvari povezanih za povjesti La Scale općenito.
La Scala je također poznata zbog akademije za scensku umjetnost koja obrazuje glazbenike, tehnički personal i plesače.

## Opere koje su imale praizvedbu uLa Scali
- Andrea Chénier
- La gazza ladra
- Edgar
- Falstaff
- Giovanna d'Arco
- I Lombardi alla prima crociata
- Il turco in Italia
- I dialoghi delle Carmelitane
- La Gioconda
- La Wally
- Lucrezia Borgia
- Madama Butterfly
- Maria Stuarda
- Mefistofele
- Nabucco
- Norma
- Oberto
- Otello
- Turandot
- Un giorno di regno

## Nekoliko važnijih dirigenata
- Franco Faccio, (1871. – 1889.)
- Arturo Toscanini, (1898–1908)
- Tullio Serafin, (1909. – 1914., 1917. – 1918.)
- zatvorena 1918. – 1920.
- Arturo Toscanini, (1921. – 1929.)
- Victor de Sabata, (1930. – 1953.)
- Carlo Maria Giulini, (1953. – 1956.)
- Guido Cantelli, (1956)[1]
- Gianandrea Gavazzeni, (1966. – 1968.)
- Claudio Abbado, (1968. – 1986.)
- Riccardo Muti, (1986. – 2005.)
- Daniel Barenboim, (2006.–)

## Vanjske poveznice

### Sestrinski projekti
|  | Zajednički poslužitelj ima još gradiva o temi La Scala |

### Mrežna sjedišta
- Teatro alla Scala – službene stranice (tal.) (engl.)